# سعيد بن المبارك
سعيد بن المبارك بن أحمد بن صدقة بن موهوب البغدادي، وكنيته أبو البدر الجمال الحمامي، وهو عالم مسلم ومحدث، ولد في بغداد سنة 541 هـ/1147م، ونشأ وتوفي فيها  ، وسمع الحديث من الحافظ أبي الفضل محمد بن ناصر، وأبي الوقت عبد الأول بن عيسى السجزي الهروي وغيرهما.

## وفاته
توفى يوم 24 ربيع الآخر سنة 596 هـ/ 1200م، ودفن في المقبرة الوردية ببغداد.